# Kasibu
Kasibu ist eine Stadtgemeinde in der philippinischen Provinz Nueva Vizcaya. Im Jahre 2015 zählte sie 37.705 Einwohner.
Kasibu ist in die folgenden 30 Baranggays aufgeteilt:
| - Alimit - Alloy - Antutot - Bilet - Binogawan - Biyoy - Bua - Camamasi - Capisaan - Catarawan - Cordon - Didipio - Dine - Kakiduguen - Kongkong | - Lupa - Macalong - Malabing - Muta - Nantawacan - Pacquet - Pao - Papaya - Poblacion - Pudi - Seguem - Tadji - Tokod - Wangal - Watwat |